# Сан Мартино I (Кјети)
Сан Мартино I (итал. San Martino I) је насеље у Италији у округу Кјети, региону Абруцо.
Према процени из 2011. у насељу је живело 15 становника. Насеље се налази на надморској висини од 429 м.